# Beania cylindrica
Beania cylindrica är en mossdjursart som först beskrevs av Walter Douglas Hincks 1886.  Beania cylindrica ingår i släktet Beania och familjen Beaniidae. Inga underarter finns listade i Catalogue of Life.